# Dunbar
Dunbar (in gaelico scozzese Dùn Bàrr) è una cittadina situata sulla costa sud-est della Scozia, nell'area amministrativa dell'East Lothian a circa 30 miglia a est di Edimburgo e 28 miglia dal confine con l'Inghilterra (Berwick-upon-Tweed). 
L'omonima diocesi e l'omonimo distretto si estendono per un'area di 12 × 5,5 km (circa 3 000 ettari) e comprendono le cittadine di West Barns, Belhaven, East Barns (abbandonata) e numerose frazioni.
Nonostante le turbolente vicende storiche dovute alla sua posizione strategica, Dunbar è oggi un tranquillo centro residenziale 'satellite' della vicina Edimburgo. 
Fino agli anni sessanta la popolazione di Dunbar non superava i 3 500 abitanti. Lo sviluppo successivo ne ha quasi raddoppiato la popolazione (6 354 abitanti al censimento del 2001).
La cittadina è raggiunta al suo apice orientale dal John Muir Way, tracciato ciclopedonale che partendo da Helensburgh si snoda per 215 chilometri (133,6 mi) attraverso il territorio nazionale.

## Amministrazione

### Gemellaggi
- Lignières
- Kingston
- Martinez